# Araneus arizonensis
Araneus arizonensis là một loài nhện trong họ Araneidae.
Loài này thuộc chi Araneus. Araneus arizonensis được Richard C. Banks miêu tả năm 1900.